# Хижина отшельника
Хижина отшельника (другие названия: «грот отшельника», «келья отшельника») — парковый павильон, являвшийся одним из двух основных видов так называемых эрмитажей. В европейских изданиях XVIII—XIX веков иногда сам именуется «эрмитаж» (фр. hermitage — уединенный павильон в парках или садах, от многозначного греч. ἐρημία, ἥ). В настоящее время противопоставляется малому сельскому дворцу «эрмитажу», за которым закрепилось в научной литературе данное название. Представляет собой скромное по размерам сооружение в форме хижины (или грота) с аскетическим интерьером, расположенное обычно на окраине парка. Часто внутри него находились статуя или служитель, изображавшие обитателя хижины.
Серьёзному анализу павильон (его историю возникновения и особенности устройства, функциональное назначение и восприятие современниками) подвергли Д. C. Лихачёв в книге «Поэзия садов: К семантике садово-парковых стилей. Сад как текст» и М. Н. Соколов в книге «Принцип рая. Главы об иконологии Сада, парка и прекрасного вида». Отдельные постройки проанализировали в своих статьях и главах монографий Т. А. Драгайкина, Н. К. Гаврюшин, Г. В. Ровенский.

## Хижина отшельника как тип эрмитажа
По мнению современных исследователей в XVIII—XIX веках в Европе существовало два основных типа эрмитажей: хижина монаха-отшельника и малый сельский дворец, противопоставляемый стоящему поблизости большому парадному.

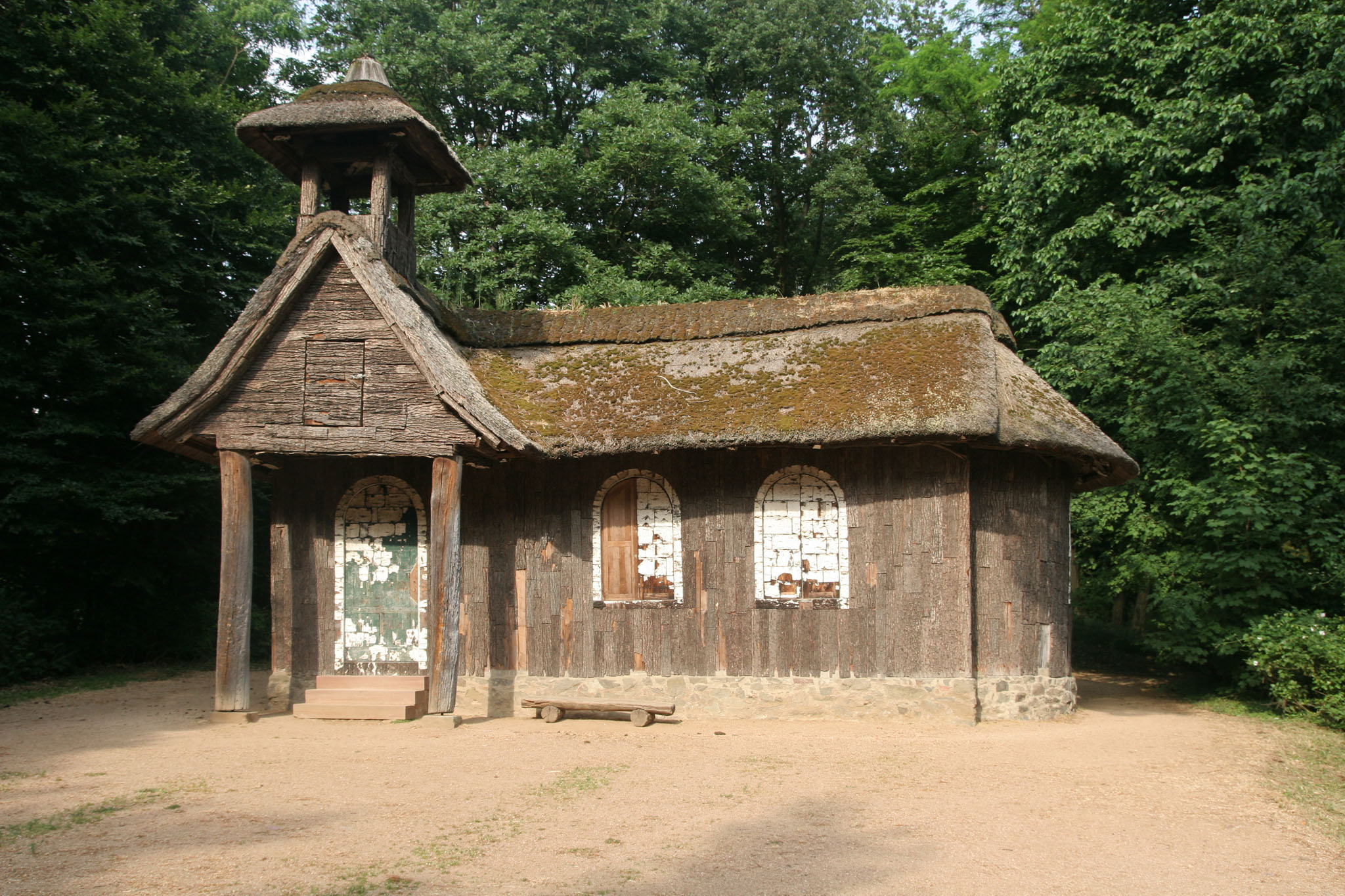
Хижина отшельника в парке «Fürstenlager» в Бенсхайме

Академик Дмитрий Лихачёв пишет по этому поводу:

«Эрмитажи бывали самых различных типов, и каждый из типов имел своё символическое значение, которое передавалось всему саду: эрмитаж был эмблемой и „девизом“ сада, рядом с которым он находился. Джон Диксон Хант приводит несколько эмблематических типов эрмитажей. Наиболее традиционный тип эрмитажа, ведущий своё начало ещё от Средневековья, — это обиталище христианина, монаха-отшельника…»— Лихачёв Д. C. Поэзия садов: К семантике садово-парковых стилей. Сад как текст
Предполагают, что чаще всего хижины отшельника, как и эрмитаж — малый сельский дворец, имели развлекательное значение. Это подтверждают стихи Томаса Уортона из «Приятностей меланхолии»: «Место для благочестивого размышления, для уединения и размышления; даже если он им редко пользовался, только чтобы обдумать свои недельные заботы или с весёлыми друзьями посидеть в нём, выпить, покурить и просто плюнуть».

## Происхождение хижины отшельника

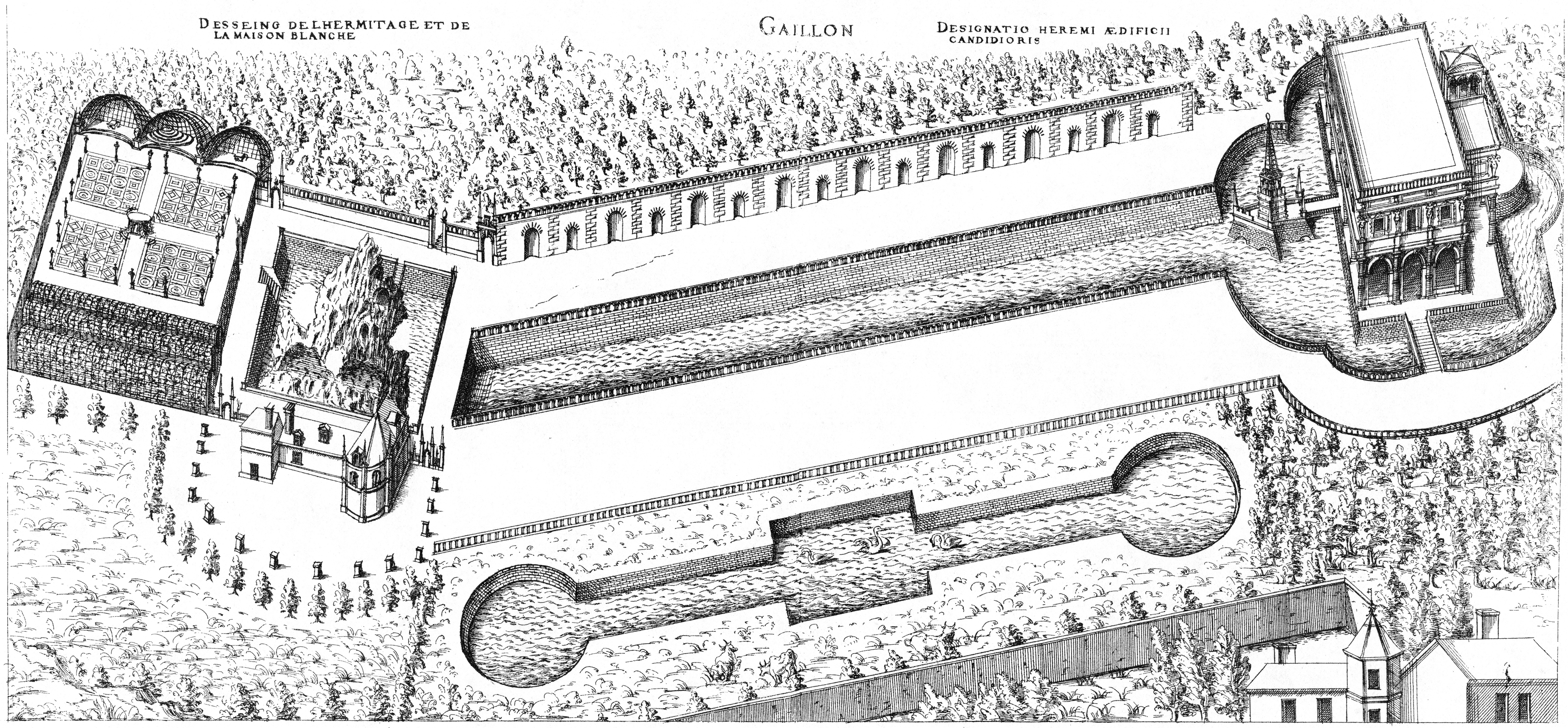
Хижина отшельника на скале в парке замка Гайон (слева)

Истоки хижины отшельника возводятся к традиции средневековых «святых» пещер, служивших местом благочестивого пребывания монахов, которые со временем становились объектом паломничества верующих. Параллельно развивался тип «отшельнического грота» как разновидность светского садового эрмитажа. Парковые отшельнические гроты достоверно известны с XV века (они упоминаются в описаниях бургундского Эдена). По мнению доктора искусствознания М. Н. Соколова, эпоха Возрождения акцентирует наряду с назидательной ещё и рекреативную функцию прохладного «приятного уголка», но самой важной для эпохи Возрождения и барокко оставалась познавательная функция. Грот обычно ассоциировался с пещерой в платоновском «Государстве» (514а—520а). Но если у Платона подразумевается образ ложного сознания, погружённого, за исключением отражённых здесь в искажённом виде смутных теней истины, во тьму невежества (поэтому и сама пещера мрачна), то хижина отшельника являла картину сознания, которое просветляется при созерцании чудес Природы-Матери среди первоэлементов Земли, Воды и (с учётом эффектов освещения) Огня. Для создания полноценно-сюжетной арт-пещеры были важны принцип гротеска и минералогический декор (искусный подбор или имитация геологических образований, которые создавали впечатление «подземных сокровищ»). Часто происходило совмещение грота с кунсткамерой (характерное для многих дворцово-садовых резиденций XVI—XVII веков).
Одна из первых документально подтверждённых хижин отшельника располагалось в парке замка Гайон в Верхней Нормандии. Она была возведена на искусственной скале посреди ковша дворцового канала в конце XVI столетия владельцем замка кардиналом Карлом де Бурбоном и напоминала горную пещеру анахорета, служила для меланхолического уединения и философских раздумий церковных иерархов и их августейших гостей (известно, что здесь побывала во время осады Руана Екатерина Медичи). Вокруг скалистой хижины находились скульптурные фигуры двух пастухов.

## Хижина отшельника в парках Западной Европы в XVII—XIX веках

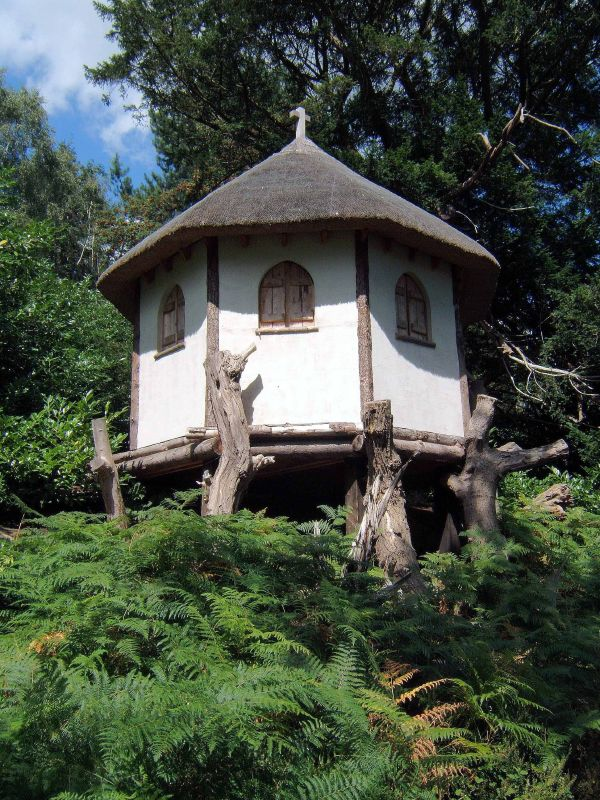
Хижина отшельника в поместье Пайнс Хилл

В эпоху Возрождения складывается социальная роль садового отшельника, которым мог быть (время от времени) сам владелец, либо (постоянно), как было уже в бургундском Эдене, специально приглашённый монах. Роль «отшельника» мог исполнять (за кров и питание) и какой-нибудь светский приживальщик. Использовались также примитивные фигурные автоматы и скульптуры, изображающие отшельника. Грот в усадьбе Александра Поупа в Туикенеме совместил черты эрмитажа, лаборатории, кунсткамеры и даже большой камеры-обскуры, воспроизводившей на стенах, при закрытых дверях, внешние виды. Игра бликов достигала максимального эффекта за счёт особого фонаря. Этот «вдумчивый» (англ. «pensive») грот (как его называет сам Поуп в письме к Э. Блаунту в 1725 году) соединял воображение с реальностью. Хижина отшельника присутствует в парке «Fürstenlager» в Бенсхайме. Он возведён около 1790 года, парк и дворец — бывшая летняя резиденция ландграфов Гессен-Дармштадтских.
Для эпохи XVIII—XIX веков эту проблему анализировал Д. С. Лихачёв в книге «Поэзия садов: К семантике садово-парковых стилей. Сад как текст». Он также настаивает, что отшельников нанимали для более сильного впечатления от хижин. Джон Диксон Хант приводит условия, которым должен был следовать нанятый Чарльзом Гамильтоном «отшельник» в поместье «Пайнс Хилл» в графстве Суррей. «Отшельник» обязан был провести в хижине семь лет

«с Библией, с очками, с ковриком под ногами, с пуком травы в качестве подушки, с песочными часами, водой в качестве единственного напитка и едой, приносимой из замка. Он должен был носить власяницу („camel robe“) и никогда, ни при каких обстоятельствах не стричь волос, бороды, ногтей, не бродить за пределами владений Гамильтона или разговаривать со слугами»— Лихачёв Д. C. Поэзия садов: К семантике садово-парковых стилей. Сад как текст
Известно, что нанятый на этих условиях «отшельник» прослужил у Чарльза Гамильтона лишь три недели. Второй «отшельник» обязался не принимать милостыни от гостей (и вести себя «как Джордано Бруно»!), «прослужил» в поместье целых четырнадцать лет. Иногда в эрмитажах (или рядом с ними) устанавливались статуи или куклы отшельников. Иногда в роли отшельника выступала так называемая фигура-обманка. Джон Диксон Хант в книге «Человек в пейзаже: поэзия, живопись и садоводство в XVIII веке» (книга издана в Лондоне в 1976 году) пишет: «Ни один из пейзажных парков восемнадцатого века не был полным без эрмитажа и даже его отшельника».
Сэр Хоуленд Хилл в Hawkstone Park в Шропшире разместил в Хижине отшельника автомат, которому присвоил даже личное имя «Фрэнсис». С другой стороны, Генри Хоэр любил играть сам роль отшельника в своей Хижине в поместье Стоурхед, в то время как Гилберт Уайт в усадьбе Селборн в Гэмпшире убедил своего брата взять на себя выполнение роли отшельника. Пустующие хижины отшельника также продолжали строиться в садах для уединённого размышления и созерцания природы.
Целый большой участок отшельника существовал в поместье Эрменонвиль, где жил и был похоронен Ж. Ж. Руссо. Сохранилось его подробное описание Николая Карамзина. Упоминается маленькая хижина отшельника, покрытая сосновыми ветвями, с многочисленными надписями, а также грот в каменном утёсе, где также вырублены надписи.
«Унылый журчащий ручеёк ведет вас, мимо диких гротов, к алтарю задумчивости. Далее, в лесу, находите мшистый камень с надписью: „здесь погребены кости несчастных, убитых во времена суеверия, когда брат восставал на брата, гражданин на гражданина, за несогласное мнение о Религии“. — На дверях маленькой хижины, которая должна быть жилищем отшельника, видите надпись:
„Здесь поклоняются Творцу 

Природы дивныя и нашему Отцу“.
Перейдите через большую дорогу, и невольный ужас овладеет вашим сердцем: мрачные сосны, печальные кедры, дикие скалы, глубокий песок являют вам картину Сибирской пустыни. Но вы скоро примиритесь с нею… На хижине, покрытой сосновыми ветвями, написано: „Царю хорошо в своем дворце, а леснику в своем шалаше; всякой у себя господин“; а на древнем, густом вязе:
„Под сению его я с милой изъяснился;

Под сению его узнал, что я любим!“
Следственно и в дикой пустыне можно быть счастливым! — Во внутренности каменного утёса найдете грот Жан Жака Руссо, с надписью: „Жан Жак бессмертен“. Тут, между многими девизами и титулом всех его сочинений, вырезано прекрасное изречение Женевского Гражданина: „тот единственно может быть свободен, кому для исполнения воли своей не надобно представлять к своим рукам чужих“»
Швидковский Д. О. считал хижину отшельника (как и эрмитаж-дворец) элементом «сельского» пейзажного парка в Великобритании, противопоставляя его близкому по стилистике «скальному» парку. Хижина отшельника — постройка, составленная из грубых обрубков дерева, живописных корней, неотёсанных брёвен, кусков коры, — являлась обязательным атрибутом английского парка. «Подземным пассажем» могли называться грот и пещера, которые предполагают маршрут протяжённой прогулки и включают жилище отшельника. Такие «эстетические туннели» обычно созданы соединением естественных или заброшенных каменоломен. Среди подобных пассажей — система пещер в Уэст-Уикомб-парке и подземная река в «Софиевке». Уникальный подземный пассаж был проложен (в 1770-е) в поместье Хоукстон, близ границы с Уэльсом: он состоял из целой серии галерей (в одной из них находилась восковая фигура отшельника) с выходом на площадку над обрывом, которая уже никуда не вела, но открывала красивый вид на окрестности. Литератор Сэмюэл Джонсон, посетивший Хоукстон в 1774 году (в целом он был настроен к пейзажным паркам критически), писал под впечатлением подземной прогулки:

«Здесь в сознание неодолимо вторгаются идеи возвышенного, ужасного и безбрежно-огромного. Вверху — недостижимая высота, а внизу — устрашающая глубина… удивляешься, как ты сюда добрался, и сомневаешься, удастся ли вернуться обратно»— Соколов М. Н.. Принцип рая. Главы об иконологии Сада, парка и прекрасного вида
.

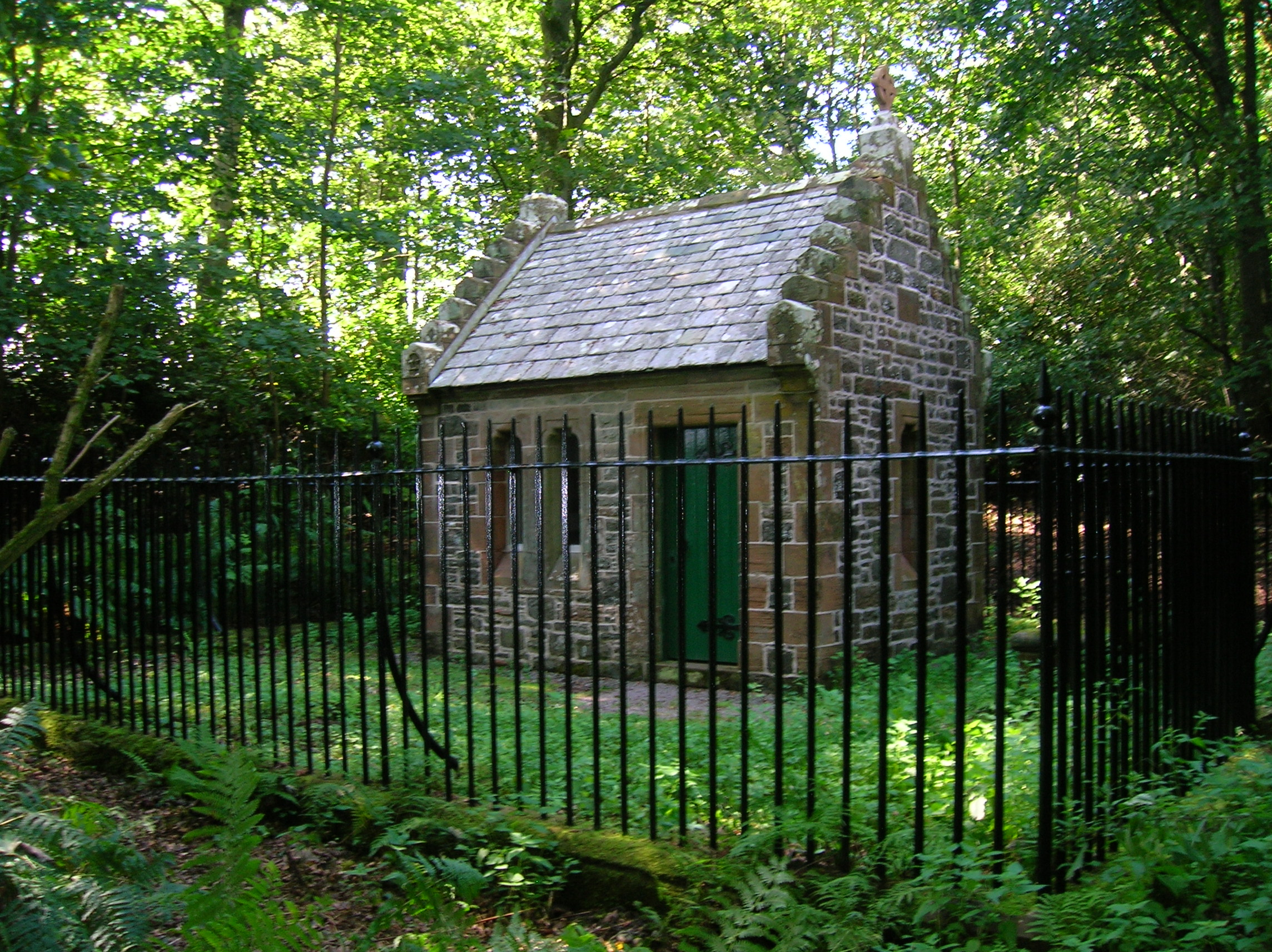
«Приют отшельника» в поместье Роберта Ридделла

Капитан Роберт Ридделл собирал старинные монеты и оружие, книги по готической архитектуре и старые гравюры, изображавшие уединённые беседки, гроты, руины, развалины древних крепостей. У себя в поместье Гленридделл он создал «Приют отшельника» и «Пещеру друидов». Ридделл был привязан к поэту Роберту Бёрнсу (Риддел познакомился с поэтом на собрании масонской ложи). Он предоставил ему в полное распоряжение свой «Приют отшельника» — небольшой домик с кирпичным камином и широким каменным столом, — Риддел искренне считал, что камень, использовавшийся как стол, некогда был надгробием доблестному рыцарю. Бёрнс писал здесь стихи, пил вино с хозяином, иногда оставался на ночлег.

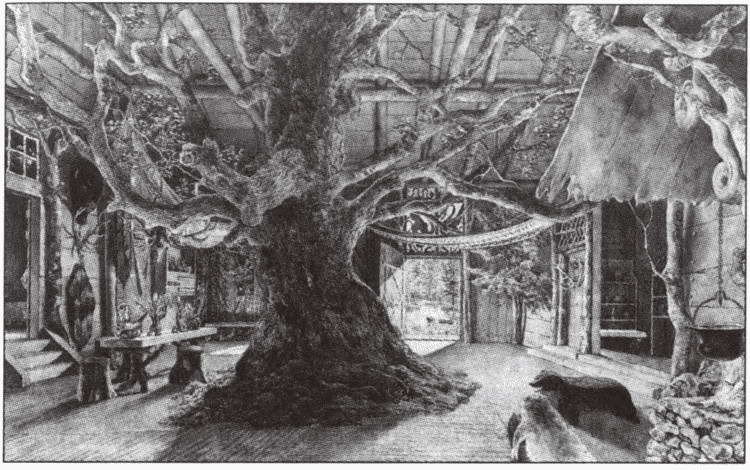
Генрих Брелинг (1849—1914). Хижина Гундинга, 1882

В парке дворца Линдерхоф, созданного по воле баварского короля Людвига II, находились постройки, ранее служившие декорациями к операм Рихарда Вагнера. Внешне и функционально они близки парковым хижинам отшельника более раннего времени. Хижина Хундинга (персонаж оперы «Валькирия») — одно из таких строений. Она была построена в 1876 году по эскизам Кристиана Янка, в 1884 году она сгорела (сохранилась акварель художника Генриха Брелинга 1882 года, запечатлевшая её в первоначальном варианте). По желанию короля была восстановлена, но снова сгорела в 1945 году. Её восстановили только в 1989 году. В центре хижины Хундинга стояло огромное дерево. На стенах, выложенных досками, находятся черепа и рога оленей, скамьями служат пни, они прикрыты звериными шкурами. Под потолком висит гамак; в углу расположен очаг, сложенный из необработанных камней. Небольшая комната с кроватью, покрытой грубым одеялом, служила Людвигу II спальней. Он проводил в Хижине по нескольку дней, размышляя, читая и любуясь природой. Рядом находилась хижина Гурнеманца (скромное жилище из третьего акта оперы Вагнера «Парсифаль»), также утраченная и воссозданная в наше время.
В некоторых случаях присутствие отшельника фиксировалось в парке культовой постройкой, выдержанной в аскетическом духе. Парк «Эрмитаж» в Арлесхайме площадью около сорока гектаров (это самый крупный английский пейзажный парк в Швейцарии) был создан в 1785 году, на его территории находилась аскетичная часовня с механическим отшельником внутри.

## Хижины отшельников в России

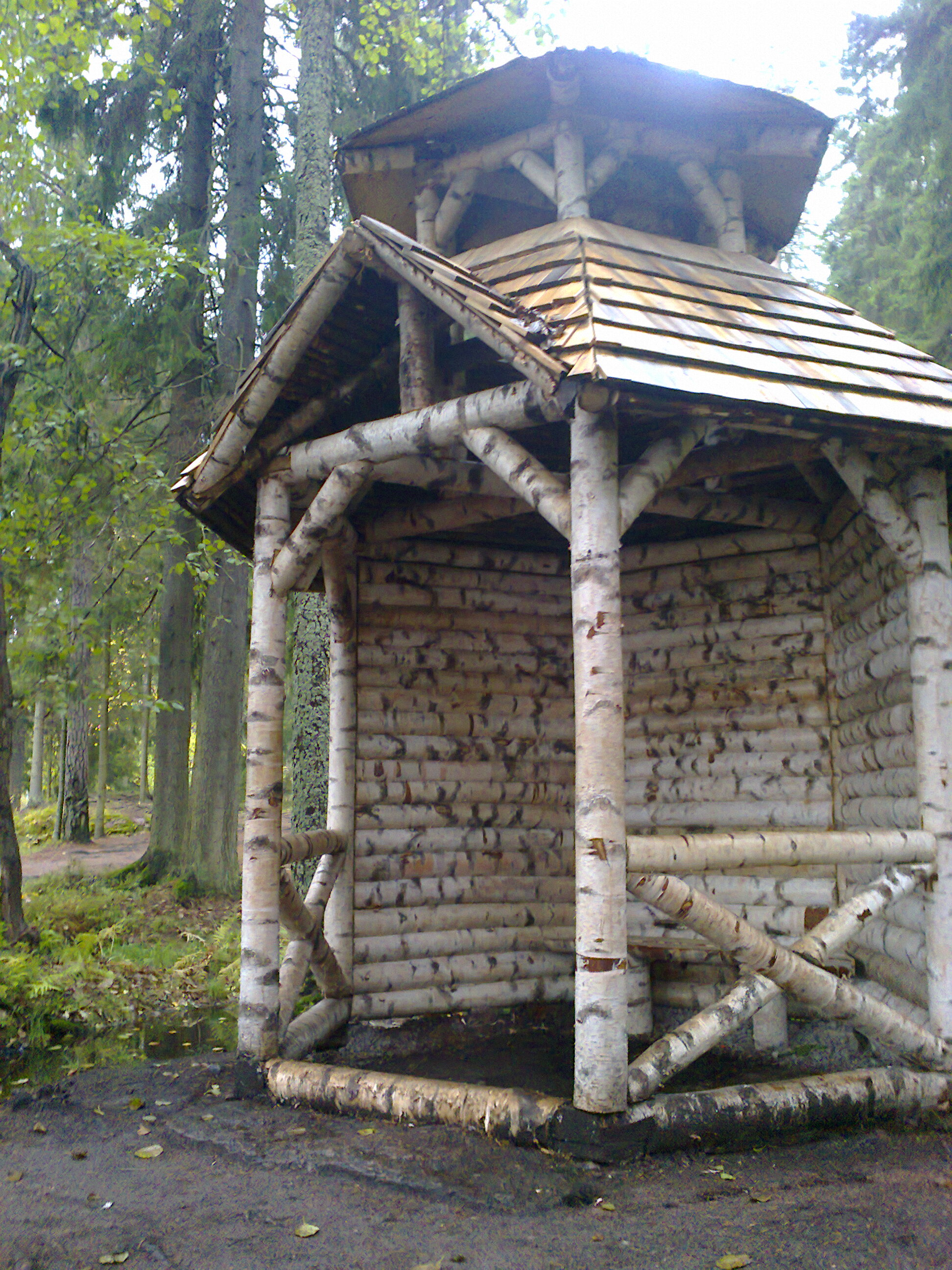
Парк Монрепо. Хижина отшельника, восстановленная в 2012 году

Екатерина II, увлеченная идеалами античности, отказалась от концепции малого сельского дворца, характерного для её предшественников на российском троне. Любовь к философии и литературе, серьёзное отношение к государственным обязанностям, культ естественности и английского пейзажного паркостроения привели к появлению берестяных «домиков монахов», которые развернули к концу XVIII века российскую эрмитажную историю к истокам европейской традиции. Существовала она и в парке как в усадебных парках («Монрепо» в Выборге), так и в императорских резиденциях (в Павловске, в Царском Селе).

### Хижины отшельников в помещичьих усадьбах
Хижина отшельника — характерная черта предромантических и романтических парков Российской империи. Так, например, в польском романтическом парке в Пулавах, принадлежавшем княгине Изабелле Чарторыйской, в её же парке «Аркадия» имелась готическая хижина, посвящённая Меланхолии.
Дом уединения, созданный из дерева, существовал в усадьбе Алмазово под Москвой на берегу Лебяжьего пруда (60—70-е годы XVIII века), до нашего времени он не сохранился, располагался на берегу пруда среди деревьев. Аналогичны ему павильоны под названием «Кинь грусть» и «Пустынка» в усадьбе Ильинское под Москвой (конец XVIII века). Эти павильоны не сохранились, как и «Берёзовый домик» в Царицыно, по дошедшему до нашего времени чертежу несущие столбы его представляли собой берёзовые столбы, не очищенные от коры и сучьев.
Иногда каждый элемент усадьбы нёс в себе определённую смысловую нагрузку. Образцами идеологически выдержанного пространства, созданного в соответствии со взглядами обладателя усадьбы, были два поместья государственного деятеля, масона-розенкрейцера, сенатора Ивана Лопухина (1756—1816) Савинское (в Подмосковье) и Ретяжи (в Орловской губернии). Две постройки в Ретяжах относят к типу хижин отшельника. Хижина, поставленная в память о митрополите Ростовском и Ярославском Арсении Мацеевиче, была равна по размерам каземату, в котором осуждённый митрополит содержался в городе Ревеле. На одной стене находились «иероглифические» изображения (чёрный крест на горе, под ним роза, растущая из черепа) и надписи: «Носи в сердце крест свой», «Крест есть огнь, очищающий дух и плоть». На другой стене был нарисован в голубом кругу розовый крест, увенчанный митрами, в углах которого были изображены кандалы, закрытая книга, горящий трисвечник и переломленный архиерейский жезл, рядом надпись «Верному до смерти, венец живота». У входа в рощу, где находилась хижина, был положен могильный камень с надписью «Священной памяти Андрея страдальца 1813 года апреля 14 дня» (эта дата была важна для Лопухина — за пятьдесят лет до этого митрополит был лишён сана и сослан).
Дом в Ретяжах, называвшийся «Андреев скит», также посвящённый митрополиту Арсению Мацеевичу, был построен в крестьянском стиле, он был очень просто обставлен мебелью. В нём можно было прочитать составленный И. В. Лопухиным «устав Орлиной пустыни», состоящий из 12 пунктов: «1. Помнить, что Бог везде, чаще молиться, помнить смерть. 2. Не лгать. 3. Не клясться. 4. Не ссориться, не драться, не браниться. 5. К лихому не посылать. 6. Обиды сносить. 7. Не желать чужого. 8. Не объедаться, не напиваться. 9. Остерегаться распутства. 10. Старших почитать, начальников слушаться. 11. Трудиться. 12. Ещё раз молиться».
Центром парка на территории усадьбы Савинское был Юнгов остров, названный в честь английского поэта-масона Джона Эдуарда Юнга. На острове располагалась пустынническая хижина, называвшаяся «Келья отшельника» («Приют анахоретова», «Пустынька»), для уединения и молитв. На стене в келье была надпись: «Крест дражайший, вождь верный мой!», на столе в хижине постоянно лежала записка с текстом правил «душам, желающим победить мир со всеми его прелестями». Над хижиной находился колокол, напоминавший спасительную силу голоса Господа. В хижине висел портрет некоего отшельника Досифея (предполагают, что сама келья была возведена в честь дружбы хозяина усадьбы с епископом Орловским и Севским Досифеем, есть и другие предположения: авва Досифей Палестинский и преподобный Досифей Псковский, соловецкий затворник Досифей, наставник беспоповской общины на Дону Досифей).
Не позже 1790 года в Выборге в парке Монрепо появилась хижина отшельника (в семейной переписке она носила название «Уединение» нем. «Einsiedelei»). Она располагалась в западной части парка, на берегу озера. Автор первоначального проекта неизвестен. В 1798 году проектированием нового павильона на этом месте занимался Д. А. Мартинелли (возможно, к составлению проекта был причастен и российский посол в Дании и владелец имения Монрепо Пауль Николаи). Павильон был выполнен из брёвен, стены были обиты берестой, украшены иллюстрациями из Библии. Крышу завершала башня с деревянным колокольчиком. Павильон не был виден издали, он появлялся перед посетителем только тогда, когда оказывался прямо перед ним. Хижина сгорела около 1876 года (по другой версии — в 1886 году), изображений её не сохранилось. На месте сгоревшей хижины был построен новый павильон (под тем же названием) шестигранной формы без двери, с раскрытой одной гранью стены в сторону дорожки. В 2012 году Хижина отшельника именно в этом варианте была воссоздана. Посетитель Монрепо в 1851 году писал:

«через красивые мостики, иногда очень маленькие, переброшенные чрез ручейки и канавки, шириною не более четверти аршина, дошли мы до хижины, в которой, по местному преданию, спасался один отшельник. Хижина очень маленькая и в ней стоит небольшой столик и кровать, устланная высохшим камышом…»— Василевич Е. В. Поэма Л. Г. Николаи «Имение Монрепо в Финляндии» в контексте поэтических программ пейзажных парков XVIII-XIX вв.
.
Фрагмент поэмы Николаи: «За шёлковым лугом, окружающим рощу, следует дикая глушь. В глубине леса, на болоте, прячется хижина брата» указывает на смену ландшафта. В настоящее время луговая растительность сменилась древесно-кустарниковой. Смена ландшафта отсутствует.
Хижина отшельника находилась также в московском саду «Эрмитаж» при входе. В ней находилась статуя сидящего старца-отшельника, хотя меньше всего сад «Эрмитаж» походил на уединённое, пустынное место. Здесь было два театра, пруд с лодочной станцией, балет, оркестр, хор цыган и большое количество посетителей.

### Хижины отшельников в императорских пригородных резиденциях

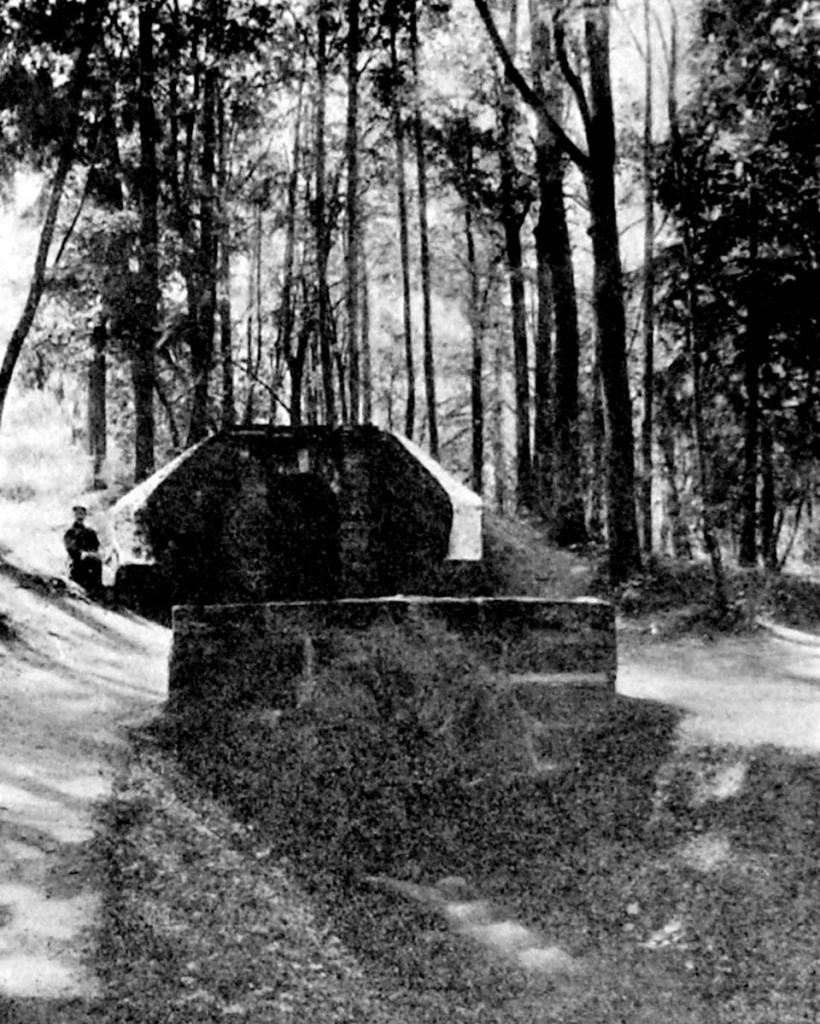
Грот монаха в начале открытой части Баболовского водопровода, 1900

Павильон Хижина отшельника в Павловске был построен по проекту архитектора Чарльза Камерона. Это была небольшая хижина с соломенной крышей, стены которой были выложены снаружи корой. Существует легенда, связанная с этим павильоном. В соответствии с ней, ещё до создания паркового комплекса в лесу Екатерина II поселила инвалида-отшельника. «Однажды, когда Государыня решила посетить отшельника, он, предугадав её намерение, скрылся, оставив на столе в хижине три деревянных ложки, три деревянных тарелки (по числу визитёров) и кувшин. Эта незатейливая утварь сохранялась десятилетиями в преображённой хижине… Хижина была обнесена изгородью, вокруг возделывался огород». Краевед Наум Синдаловский утверждает, что при Павле I и Марии Фёдоровне внутри хижины сохранялась не только домашняя утварь, но и висел портрет самого старика-отшельника, облачённого в монашескую рясу и читающего книгу.
Екатерина II подарила своему сыну Павлу участок земли вблизи Царского Села, Павел начал на нём строительство Павловского дворца. Великая княгиня Мария Фёдоровна Вюртембергская, жена Павла, стала душой этого строительства и создала несколько построек, напоминавших ей места её детства. «Домики Крик и Крак, хижина Пустынника, так же как и название деревни Эроп, перенесены на дальний север из родного Марии Фёдоровне Монбельярского парка», — утверждает исследователь. До настоящего времени хижина отшельника не сохранилась.
Грот монаха также находился в Баболовском парке самого Царского Села. В 1772 году началось сооружение Таицкого водопровода, в 1773—1775 годах выкопали Баболовский пруд и соорудили Баболовский мост-плотину на реке Кузьминке. В месте поворота канал, заключённый в подземную трубу, пересекал небольшой холм и выходил на поверхность. Здесь устроили Грот из валунов, где находилась мраморная доска с памятной надписью: «В счастливое царствование Екатерины II приведена в Сарское Село свежая вода, которой оно не имело. Рачением генерал-поручика фон Бавера. 1774». В гроте была поставлена мраморная статуя пустынника (возможно, монаха), поэтому грот называли «Монах».
«В этой канавке водились большие налимы, а называлась она „монаховой“, якобы потому, что в гроте, из которого вытекала, стояла фигура, изображавшая монаха. Но может быть это и выдумка, мы, ребята, лазали туда, и ничего в гроте не видели, кроме мраморной доски, гласившей, что по повелению императрицы Екатерины жители Царского Села получили воду из Таицких ключей», — писал современник в воспоминаниях. По описанию историка И. Ф. Яковкина, «пустынник» сидел на камне и читал Священное Писание. Грот монаха предназначался для отдыха путешественников или совершавших променад (там было прохладно). Сведения о гроте «Монах» в путеводителе И. Ф. Яковкина даются как воспоминания. В 1830 году, когда он их писал, в нём уже не было статуи отшельника. Она была повреждена вандалами и убрана.
Статуя отшельника в Гроте неоднократно упоминается в документах эпохи Екатерины II — «1774 Августа. 20-го числа, в Среду, в половине 7-го часа, Ея И. В. [Екатерина II] соизволила с фрейлинами и кавалерами шествовать пешком, по вновь делающемуся под смотрением генерала Боура каналу, до грота, расстоянием от Села Царского версты две; по прибытии к гроту, который сделан наподобие пустыни, а внутри сделана статуя на подобия пустынника, который сидит за столом и читает книгу».

## Парковая хижина отшельника в художественной литературе и изобразительном искусстве
«За рощей луг есть с мягкою травой,

За ним глухая местность. Там, в её глубинах 

Сокрыта хижина, в которой жил монах,

Он благочестьем славился. Воздвиг 

Её отшельник из деревьев павших,

Обшил берестою и ликами святых,

Повесил колокольчик деревянный.

На скудные щедроты подающих

Он бронзовый приобрести не мог.

И то сказать, он созывал

Лишь самого себя к ночной молитве»— Л. Г. Николаи. Имение Монрепо в Финляндии
На фреске крытого кладбища Кампо-Санто в Пизе над садом изображена воздушная битва: сражаясь с демонами, ангелы пытаются отстоять доверенные им человеческие души. Внизу представлена светская компания, предающаяся мирским утехам: музицирующие дамы олицетворяют греховное начало, рядом видна фигурка отшельника, молящегося среди аскетически-«средневековых» скал, резко контрастирующих с увеселительным садом.
Хижина отшельника в парке Монрепо воспета во фрагменте из поэмы Л. Г. Николаи «Имение Монрепо в Финляндии».
Предполагают, что образ «угрюмого финна» в пушкинской поэме «Руслан и Людмила», которую, по его собственному свидетельству, А. С. Пушкин начал писать ещё обучаясь в Лицее, отражает статую отшельника из Баболовского грота (тогда статуя ещё находилась в Гроте).
«...В пещере старец: ясный вид,

Спокойный взор, брада седая;

Лампада перед ним горит,

За древней книгой он сидит,

Её внимательно читая»
В сказке «Хемуль, который любил тишину» финской писательницы и художницы Туве Янссон главный герой настойчиво строит «Хижину отшельника» в парке аттракционов, в конце концов пытается использовать для этого карусель.
«Хижина отшельника» фигурирует в пьесе «Аркадия» современного британского драматурга Тома Стоппарда. Действие происходит в загородном доме Сидли-парк в Дербишире попеременно в 1809—1812 годах и в «наше время». В прошлом — Ричард Ноукс (ландшафтный архитектор леди Крум, владелицы поместья) работает над переделкой классического, подобного Аркадии пейзажа Сидли-парка, в модный готический парк, особое место в нём должна занять создаваемая «хижина отшельника». Томасина (тринадцатилетняя девочка, дочь лорда и леди Крум) рисует на одном из эскизов вблизи уединённой хижины-«эрмитажа» отшельника, похожего на Иоанна Крестителя. В наши дни Ханна Джарвис (автор популярной книги о возлюбленной Байрона леди Каролине Лэм, около сорока лет пытавшаяся найти информацию об отшельнике Сидли-парка, жившем в хижине в начале XIX века) устанавливает, что отшельником, который был одержим математическими расчётами и предсказал в будущем «мир без жизни и света», был домашний учитель Томасины Септимус Ходж (однокашник и друг Байрона), ставший отшельником после гибели ученицы в результате несчастного случая. Он характеризуется как «не деревенский дурачок, не пугало для дам и девиц, но истинный ум среди лишённых ума, пророк среди безумцев», «безумный отшельник; общается он исключительно с черепахой по имени Плавт, которую неохотно, но всё же даёт погладить любопытствующим детям», «идиот в пейзаже», «гений в пейзаже». Сам же приют отшельника располагается вблизи озера и на горе (или вблизи неё)— «домик получится вполне удобный. Мы отвели подземные воды, положили фундамент, там будут две комнаты, чулан под скатом крыши, каменный камин с дымоходом».